# Grey's Anatomy (9.ª temporada)
A nona temporada do drama médico estadunidense Grey's Anatomy foi encomendada em 11 de março de 2012 pela American Broadcasting Company (ABC), começou a ser exibida nos Estados Unidos em 27 de setembro de 2012, e terminou em 16 de maio de 2013, tendo um total de 24 episódios. A temporada foi produzida pela ABC Studios, em associação com a produtora ShondaLand e The Mark Gordon Company, com Shonda Rhimes, Betsy Beers, Mark Gordon e Rob Corn como produtores executivos e Tony Phelan e Joan Rater servindo como os showrunners e produtores executivos. A temporada foi ao ar na temporada de transmissão de 2012-13 às noites de quinta-feira às 21h00, horário do leste dos EUA.
Esta é a primeira temporada a não contar com Chyler Leigh como Dra. Lexie Grey e Kim Raver como Dra. Teddy Altman no elenco principal depois que ambas partiram no final da temporada passada. Também é a última temporada a apresentar Eric Dane como Dr. Mark Sloan no elenco principal, cuja partida acontece no segundo episódio "Remember the Time".
A nona temporada estrela Ellen Pompeo como Meredith Grey, Sandra Oh como Cristina Yang, Justin Chambers como Alex Karev, Chandra Wilson como Miranda Bailey, James Pickens Jr. como Richard Webber, Sara Ramírez como Callie Torres, Eric Dane como Mark Sloan, Kevin McKidd como Owen Hunt, Jessica Capshaw como Arizona Robbins, Jesse Williams como Jackson Avery, Sarah Drew como April Kepner e Patrick Dempsey como Derek Shepherd.
A temporada terminou com uma média de 12.51 milhões de espectadores e classificado em 26.º na audiência total, maior do que as duas temporadas anteriores e, classificado em 10.º no grupo demográfico de 18 a 49 anos. Ellen Pompeo venceu a o 39.º People's Choice Awards como Atriz de Série Dramática e o programa em si ganhou a categoria de Série Dramática.

## Enredo
A temporada segue a história de internos cirúrgicos, residentes e seus mentores competentes, pois enfrentam as dificuldades das carreiras competitivas que escolheram. Está situado na ala cirúrgica do hospital Seattle Grace-Mercy West, localizado em Seattle, Washington. Um dos principais temas da temporada são os personagens que estão se adaptando à mudança, já que todos os residentes do 5.º ano se transformaram em assistentes de cirurgia, e agora estão ensinando internos e operando em suas próprias cirurgias. Os primeiros episódios da temporada retratam os personagens que lidam com as consequências do acidente de avião da oitava temporada que custou a vida de Lexie Grey (Chyler Leigh) e sobre o resgate de Mark Sloan (Eric Dane), que morreu no primeiro episódio.
Derek Shepherd (Patrick Dempsey) encontra sua carreira cirúrgica em incerteza depois de ter danificado sua mão, mas sua irmã Liz (Neve Campbell) doa um nervo da perna e Callie Torres (Sara Ramírez) é capaz de salvar sua mão. Mais tarde, Shepherd recebe mais boas notícias quando sua esposa Meredith Grey (Ellen Pompeo) descobre que está grávida, apesar de ela ter dito anteriormente que era improvável que ela pudesse engravidar. Cristina Yang (Sandra Oh) é severamente traumatizada após o resgate e sofre de uma breve psicose reativa e eventualmente decide ir a Minnesota, embora logo se sente infeliz em seu novo ambiente e retorne a Seattle após a morte de seu amigo e mentor Thomas. Arizona Robbins (Jessica Capshaw) sobrevive a queda do avião, apesar de sua lesão na perna, mas após o retorno sua ferida é infectada e sua perna tem que ser amputada para salvar sua vida. Robbins reage mal a isso, tornando-se amarga e culpando sua esposa Callie e seu ex-amigo Alex Karev (Justin Chambers) e se recusa a sair de sua cama ou voltar ao trabalho.
Derek descobre que antes do acidente de avião, o hospital havia recentemente mudado as companhias aéreas para um com pior histórico de segurança por razões orçamentárias, resultando na queda de quatro sobreviventes (Grey, Shepherd, Robbins e Yang) em uma ação judicial, e logo torna-se evidente que o chefe de cirurgia Owen Hunt (Kevin McKidd) apoiou a mudança. Para evitar que o caso dos médicos seja descartado, Hunt decide se divorciar de Yang, mas os dois secretamente retomam o relacionamento e concordam em recomeçar. Apesar de contemplar um acordo, os médicos decidem continuar com o processo e, eventualmente, recebem quinze milhões de dólares cada, mas a seguradora descobre uma brecha inesperada e se recusa a pagar, resultando no próprio hospital se tornando responsável, colocando seu futuro em extrema dúvida. A Dra. Alana Cahill (Constance Zimmer) é indicada para cortar custos no hospital e, eventualmente, decide que o melhor curso de ação seria procurar um novo comprador e atrair o interesse de uma empresa chamada Pegasus. Mais tarde, porém, Torres e Richard Webber (James Pickens Jr.) descobrem as consequências desagradáveis que cairiam sobre o hospital caso fossem tomados pela Pegasus, fazendo com que os quatro sobreviventes do desastre (e Torres, em nome de Sloan) juntassem suas economias em uma tentativa de comprar o hospital e sairem de seus empregos, resultando na retirada de Pegasus. Os médicos enfrentam problemas quando não conseguem um benfeitor extra, mas no último minuto Catherine Avery (Debbie Allen) revela que a Fundação Harper Avery está disposta a fornecer uma participação majoritária, com a condição de que eles tenham pelo menos um membro no conselho de administração. Os médicos concordam e sua compra está completa, apenas para Catherine nomear seu filho Jackson Avery (Jesse Williams) para uma parte do conselho, efetivamente colocando-o no comando de todo o hospital.
Em outras histórias, Miranda Bailey (Chandra Wilson) se casa com seu parceiro Ben Warren (Jason George), apesar de ficar nervosa na última hora e perder a cerimônia de casamento original devido a Adele Webber (Loretta Devine) que eventualmente acaba internada no hospital. Adele morre depois de sua cirurgia, deixando seu marido Richard se sentido culpado devido ao seu relacionamento com Catherine Avery. Um novo grupo de internos chega ao Seattle Grace e logo Karev mantém uma amizade próxima com Jo Wilson (Camilla Luddington), mas o casal não consegue desenvolver um romance, apesar de outros personagens comentarem sobre os dois juntos. Depois de fracassar nas provas na oitava temporada, April Kepner
(Sarah Drew) volta para Ohio, mas depois é trazida de volta por Hunt e retoma seu trabalho no hospital. Após seu retorno, Kepner reinicia seu relacionamento com Jackson, apesar de estar cheia de conflitos devido às suas crenças religiosas. Eles se separam quando Kepner se recusa a fazer um compromisso, e Avery começa a namorar a interna Stephanie Edwards (Jerrika Hinton), enquanto Kepner começa a namorar um paramédico chamado Matthew (Justin Bruening).

## Elenco e personagens
| - Ellen Pompeo como Dra. Meredith Grey - Sandra Oh como Dra. Cristina Yang - Justin Chambers como Dr. Alex Karev - Chandra Wilson como Dra. Miranda Bailey - James Pickens Jr. como Dr. Richard Webber - Sara Ramírez como Dra. Callie Torres - Eric Dane como Dr. Mark Sloan - Kevin McKidd como Dr. Owen Hunt - Jessica Capshaw como Dra. Arizona Robbins - Sarah Drew como Dra. April Kepner - Jesse Williams como Dr. Jackson Avery - Patrick Dempsey como Dr. Derek Shepherd | - William Daniels como Dr. Craig Thomas - Jason George como Dr. Ben Warren - Steven Culp como Dr. Darren Parker - Gaius Charles como Dr. Shane Ross - Camilla Luddington como Dra. Jo Wilson - Tina Majorino como Dra. Heather Brooks - Jerrika Hinton como Dra. Stephanie Edwards - Tessa Ferrer como Dra. Leah Murphy - Meeghan Holaway como Representante - Debbie Allen como Dra. Catherine Avery - Dominic Hoffman como Dr. Jeff Russell - Roma Maffia como Roberta Thompson - Constance Zimmer como Dra. Alana Cahill - Justin Bruening como o paramédico Matthew Taylor - Charles Michael Davis como o Dr. Jason Myers - Enid Graham como Rachel Dawson - Michael Buie como Paul Dawson - Jennifer Bassey como Nancy Dawson - Hilarie Burton como Dra. Lauren Boswell | - Holley Fain como Dra. Julia Canner - Neve Campbell como Lizzie Shepherd - Wren T. Brown como Michael - Loretta Devine como Adele Webber - Frankie Faison como [[William Bailey - Eddie Jemison como Stan Grossberg - LisaGay Hamilton como Dra. Connie Ryan - Philip Casnoff como Dr. Mel Barnett - Ethan Embry como Dr. David Moore - Andy Milder como Dr. Darrell Nesbaum - Cullen Douglas como Bob Richardson - Sarah Chalke como Casey Hedges - Annette O'Toole como Madeleine Skurski - Danielle Bisutti como Liz Langer |

Notas
1. ↑  Creditado até o segundo episódio

## Episódios
| N.º na série | N.º na temp. | Título                                | Dirigido por    | Escrito por      | Exibição original       | Audiência (milhões) |
| --- | ------------ | ------------------------------------- | --------------- | ---------------- | ----------------------- | ------------------- |
| 173 | 1            | "Going, Going, Gone"                  | Rob Corn        | Stacy McKee      | 27 de setembro de 2012  | 11.73               |
| Um mês após o acidente de avião, Callie e Derek estão com o coração partido quando percebem que precisam tirar Mark do suporte de vida. Cristina mudou-se para Rochester, Minnesota e Meredith a encoraja a embarcar em um avião para Seattle. Alex se preocupa que o novo cirurgião pediátrico venha a destruir o programa de Arizona. Frustrado com suas decisões passadas, Owen visita April e oferece seu emprego de volta. Enquanto isso, a crueldade de Meredith em relação aos seus internos lhe dá o apelido de "Medusa". No final do episódio, é revelado que Arizona sobreviveu, mas teve que amputar uma de suas pernas, acreditando que quem a amputou foi callie, a quem ela tem ressentimentos por causa disso. |              |                                       |                 |                  |                         |                     |
| 174 | 2            | "Remember the Time"                   | Tony Phelan     | William Harper   | 4 de outubro de 2012    | 10.84               |
| Um flashback do acidente de avião conta como os médicos lidaram com o desastre. Meredith aceita o que aconteceu e quer seguir em frente com sua vida, enquanto Derek, com medo de não recuperar sua mão, recorre a dar aulas aos internos. Cristina fica fora de si por um tempo, mas se recupera lentamente sob os cuidados de Owen. Arizona tem medo de perder a perna, mas depois que a infecção piora, Callie é forçada a tomar a decisão de amputar, pedindo para que Karev faça isso. Mark está em estado crítico, mas melhora antes de entrar em coma, sendo a melhora antes da morte. Esse episódio marca a saída do ator Eric Dane que interpretava o Dr. Mark Sloan, personagem introduzido na segunda temporada. |              |                                       |                 |                  |                         |                     |
| 175 | 3            | "Love the One You're With"            | Debbie Allen    | Zoanne Clack     | 18 de outubro de 2012   | 9.69                |
| Meredith, Derek, Cristina, Callie e Arizona recebem uma grande quantia de dinheiro como um acordo do fabricante do avião, mas a decisão deve ser unânime. Jackson e April são colocados em uma situação estressante quando são obrigados a trabalhar juntos em um caso. Cristina se aquece com o Dr. Thomas. Callie tem que convencer uma jovem com um pé quase decepado a adiar sua viagem de barco a solo para salvar seu pé. Depois de visitar o hangar onde está o avião acidentado, Derek decide não aceitar o acordo e convence os outros também. Arizona está amargurada com Callie por ela ter escolhido cortar sua perna. |              |                                       |                 |                  |                         |                     |
| 176 | 4            | "I Saw Her Standing There"            | Kevin McKidd    | Austin Guzman    | 25 de outubro de 2012   | 8.76                |
| Percebendo que Derek poderia nunca mais realizar uma cirurgia, Meredith para de discutir seus casos com ele na esperança de manter seu ânimo. Enquanto Arizona está no hospital recebendo uma perna protética, Alex e Callie enfrentam as consequências de decidir amputar. Jackson e April continuam fazendo sexo juntos, enquanto Richard pede a Catherine Avery para ajudá-lo na cirurgia de um homem cujos testículos cresceram em grandes proporções. Cristina começa a dormir com o Dr. Parker, mas para quando descobre que ele a está usando para forçar o Dr. Thomas a se aposentar. |              |                                       |                 |                  |                         |                     |
| 177 | 5            | "Beautiful Doom"                      | Stephen Cragg   | Jeannine Renshaw | 8 de novembro de 2012   | 9.26                |
| Meredith é forçada a fazer malabarismo com trabalho quando Derek faz uma palestra em Boston. No seu caminho para o trabalho, ela se depara com um acidente de carro e corre para ajudar uma mulher cujos ferimentos a lembram os de Lexie. Meredith e Cristina se apoiam e mantêm sua amizade de longa distância. Meredith é inflexível sobre salvar a vida de seu paciente, apesar das complicações na cirurgia. Cristina ajuda o Dr. Thomas com um caso cardíaco, quando de repente ele sofre um ataque cardíaco durante a operação. Após a morte do Dr. Thomas, Cristina retorna a Seattle. |              |                                       |                 |                  |                         |                     |
| 178 | 6            | "Second Opinion"                      | Chandra Wilson  | William Harper   | 15 de novembro de 2012  | 8.84                |
| Cristina retorna ao Seattle Grace. As vítimas do acidente se reúnem com a equipe jurídica para decidir suas ações com o avanço da ação judicial. Alex pede a Meredith que lhe venda a casa da mãe dela. Jo trabalha com um paciente apelidado de "Papai Noel", que constantemente vomita sobre ela e percebe que ele foi diagnosticado erradamente. Callie se sente culpada pela cirurgia mal feita de Derek, enquanto Bailey pede ajuda a Arizona em um caso. Jackson admite para April que ele tem sentimentos por ela. As vítimas do acidente de avião descobrem que a equipe jurídica está na verdade indo atrás do hospital e de Owen para o acordo. |              |                                       |                 |                  |                         |                     |
| 179 | 7            | "I Was Made for Lovin' You"           | Laura Innes     | Peter Nowalk     | 29 de novembro de 2012  | 8.195               |
| Arizona retorna ao hospital e trabalha em um caso com Alex e April. Owen se sente responsável pelo acidente depois de descobrir que ele trocou a companhia aérea do hospital antes do acidente devido a cortes no orçamento. Bailey começa a se ressentir de ter um casamento de Natal, enquanto ela e Cristina trabalham em um paciente que precisa de um transplante de fígado. April e Jackson têm um susto sobre uma possível gravidez, mas o teste dá negativo. Callie e Jackson pesquisam opções para consertar a mão de Derek. Cristina percebe que ela quer Owen de volta, mas pouco antes de dizer a ele, ele pede o divórcio. Meredith diz a Derek que ela está grávida de três semanas, mas não quer que ninguém mais saiba, com medo de perder outro bebê. |              |                                       |                 |                  |                         |                     |
| 180 | 8            | "Love Turns You Upside Down"          | Mark Jackson    | Stacy McKee      | 6 de dezembro de 2012   | 9.10                |
| Os internos do primeiro ano realizam seu primeiro turno de 24 horas; Meredith manda sua interna, Heather, ligar para a família de Derek para perguntar se eles doariam um nervo para sua cirurgia de mão. Alex e Jo trabalham juntos em um bebê prematuro cuja mãe adolescente o abandona, levando Jo a admitir a Alex que ela também foi abandonada quando criança. Os internos de Cristina levam sua rivalidade longe demais e são repreendidos quando sua negligência quase leva à morte de um paciente. Heather descobre que Meredith está grávida. A irmã de Derek, Liz (Neve Campbell) chega a Seattle para doar seu nervo a Derek. |              |                                       |                 |                  |                         |                     |
| 181 | 9            | "Run, Baby, Run"                      | Rob Corn        | Debora Cahn      | 13 de dezembro de 2012  | 8.17                |
| Com o casamento se aproximando rapidamente, Bailey pede a April que cuide de seus pacientes e pede a Meredith, Callie e Arizona que sejam suas damas de honra. Meredith e Derek fazem seu primeiro ultrassom. Cristina descobre que Owen quer o divórcio para evitar ser pego em um conflito de interesses durante a investigação do acidente; depois de confrontá-lo, eles decidem salvar seu relacionamento. April e Jackson decidem ir ao casamento acompanhados, sendo Shane o acompanhante de Abril e Stephanie a acompanhante de Jackson. Callie e Jackson operam em Liz e Derek, e Meredith diz a Liz sobre a gravidez. Quando Jo corta muito fundo durante uma cirurgia com Alex, ela sente que foi enganada e reclama com Arizona. Ah caminho para o casamento, Richard conforta Bailey quando ela começa a ter pés frios, mas quando Richard recebe um telefonema que Adele está no pronto-socorro, eles são forçados a voltar para o hospital.                          |              |                                       |                 |                  |                         |                     |
| 182 | 10           | "Things We Said Today"                | Ron Underwood   | Austin Guzman    | 10 de janeiro de 2013   | 9.34                |
| Enquanto Bailey corre para salvar a vida de Adele, todos no casamento se perguntam onde ela está. Arizona diz a Callie que ela quer fazer sexo pela primeira vez desde o acidente de avião. Cristina e Owen debatem se vão ou não passar pelo divórcio, enquanto uma gangue de motoqueiros é levada ao hospital depois de um acidente de carro. Alex e Jo se unem por conta de suas infâncias semelhantes em um orfanato. Meredith e Bailey operam com sucesso em Adele e Bailey retorna ao seu casamento. Richard aparece após a cerimônia e conta a Meredith que Adele morreu de um ataque cardíaco. |              |                                       |                 |                  |                         |                     |
| 183 | 11           | "The End is the Beginning is the End" | Cherie Nowlan   | Joan Rater       | 17 de janeiro de 2013   | 8.80                |
| Uma decisão é tomada em relação ao caso do acidente de avião, com o hospital considerado culpado de negligência, cada um dos sobreviventes recebe uma indenização de 15 milhões de dólares. Callie decide fazer um jantar de comemoração. Jackson realiza uma cirurgia no antigo paciente de Sloan e tem um desentendimento com Arizona sobre o procedimento usado. Para treinar a mão no pós-operatório, Derek começa a jogar pingue-pongue. Lamentando-se por sua esposa, Richard se retirou, fazendo com que os médicos ao seu redor se preocupassem. Meredith, Richard e Heather trabalham em um paciente que come seu cabelo como um mecanismo de enfrentamento para lidar com a mãe dominadora. No jantar de Callie, Meredith revela que está grávida. Enquanto isso, no hospital, Owen descobre que a companhia de seguros não pagará a compensação do acidente devido a uma brecha no contrato e que o hospital pagará por ela, resultando em falência.                    |              |                                       |                 |                  |                         |                     |
| 184 | 12           | "Walking on a Dream"                  | Rob Hardy       | Tia Napolitano   | 24 de janeiro de 2013   | 9.01                |
| A Dra. Alana Cahill, uma consultora financeira, é contratada para encontrar maneiras de economizar o dinheiro do hospital. Meredith tenta lidar com os imprevisíveis hormônios da gravidez enquanto tenta salvar a vida de uma mulher grávida que precisa desesperadamente de um novo fígado. Arizona, Alex e Cristina operam uma garotinha do programa do hospital na África. Owen ajuda Arizona a lidar com a síndrome da perna fantasma quando ela começa a sentir dor em sua perna que já não existe. Derek volta a realizar cirurgias e atua em um paciente com um tumor no cérebro. April é convidada a sair por um paramédico. Meredith enfrenta seu medo de voar quando ela tem que voar para o Oregon para obter um fígado para sua paciente enquanto lida com seus hormônios da gravidez. Em uma reunião de equipe, a Dra. Cahill explica que a única maneira de ajudar a salvar o hospital de fechar suas portas é fechar o pronto-socorro.                             |              |                                       |                 |                  |                         |                     |
| 185 | 13           | "Bad Blood"                           | Steve Robin     | Jeannine Renshaw | 31 de janeiro de 2013   | 8.93                |
| Como parte da simplificação das operações diárias, a Dra. Cahill tem novas câmeras instaladas no hospital. Derek e April trabalham juntos para encontrar um caminho para o hospital manter o pronto-socorro aberto. Meredith, Bailey e Richard recebem uma aula sobre uma nova técnica de hérnias, apenas para aprender que as novas políticas colocam o número de procedimentos antes dos pacientes. A Dra. Cahill auxilia Owen no caso do último paciente do pronto-socorro. Cristina e Leah trabalham em um jovem que está gravemente ferido, mas não recebe transfusão de sangue devido às suas crenças como testemunha de Jeová; Leah é repreendida quando ela tenta dar-lhe sangue em uma tentativa de salvar sua vida. Arizona, Callie e Alex trabalham com uma jovem ginasta que está deprimida após a sua substituição dupla da quadril. É revelado que a Dra. Cahill fechou o pronto-socorro porque ela está encontrando um comprador novo para o hospital.              |              |                                       |                 |                  |                         |                     |
| 186 | 14           | "The Face of Change"                  | Rob Greenlea    | Stacy McKee      | 7 de fevereiro de 2013  | 8.91                |
| A fim de vender o hospital, Cahill sugere encontrar um médico fotogênico para ser "a cara do hospital" na campanha publicitária para atrair potenciais compradores. Durante um encontro com Matthew, April acompanha um chamado para ajudar um menino gravemente ferido; com o pronto-socorro mais próximo muito longe, eles secretamente o levam para o Seattle Grace. Com a Dra. Cahill ocupada mostrando o hospital para os compradores em potencial, Pegasus, April e os outros médicos vão pelas costas do Chefe Hunt para realizar a cirurgia. Enquanto isso, Callie e Richard vão "disfarçados" para Portland General, outro hospital de propriedade da Pegasus, e descobrem coisas desanimadoras sobre suas práticas de gerenciamento, levando Callie a propor um plano surpreendente. Alex e Jackson operam em um adolescente transexual cujo pai não quer que ele faça a transição.                                                                                      |              |                                       |                 |                  |                         |                     |
| 187 | 15           | "Hard Bargain"                        | Tony Phelan     | William Harper   | 14 de fevereiro de 2013 | 8.57                |
| As vítimas do acidente de avião discutem se devem comprar o hospital, com todos a bordo, exceto Arizona. Derek fica inconformado quando descobre que concordar em ser o novo rosto do hospital é mais do que ele pretendia. April vai a Jackson para conselhos sobre namoro. A Dra. Bailey e Arizona trabalham no caso de um jovem paciente com câncer que precisa de um procedimento de mapeamento genético, mas o procedimento não é aprovado por Owen devido às novas restrições orçamentárias. As vítimas do acidente descobrem que Pegasus deve comprar o hospital naquela noite e, liderados por Derek, recorrem a medidas drásticas para impedir a venda. |              |                                       |                 |                  |                         |                     |
| 188 | 16           | "This Is Why We Fight"                | Jeannot Szwarc  | Austin Guzman    | 21 de fevereiro de 2013 | 8.75                |
| A Dra. Cahill convence a Pegasus a reenviar sua oferta. Enquanto isso, Meredith, Derek, Cristina, Callie e Arizona se encontram com um investidor cujo capital é necessário para comprar o hospital. Heather ouve a Dra. Cahill dizendo que a Pegasus está comprando o hospital apenas para liquidar seus ativos e demitir a equipe. Depois de ser recusada por falta de experiência em gestão, Meredith e Cristina trabalham para trazer Richard e Owen a bordo, mas uma segunda reunião com o investidor também corre mal. Jackson pensa em se mudar para Boston, conforme a notícia dos planos de liquidação se espalha. Depois de conversar com Richard, Catherine oferece o investimento da Fundação Avery ao hospital, mas somente se Jackson estiver no Conselho de Diretores, administrando o hospital. |              |                                       |                 |                  |                         |                     |
| 189 | 17           | "Transplant Wasteland"                | Chandra Wilson  | Zoanne Clack     | 14 de março de 2013     | 8.20                |
| A transição para a nova administração tem os médicos nas gargantas uns dos outros, com grande parte da frustração dirigida a Jackson igualmente frustrado, que muitos achavam que não deveria estar no conselho devido à sua juventude e falta de experiência de gestão. As coisas pioram quando Owen deixa o cargo de chefe, deixando a diretoria do centro cirúrgico em completa desordem quando todos os atendentes são inundados com cirurgias. Na reunião do conselho, Jackson propõe que o hospital seja renomeado para "Grey-Sloan Memorial Hospital" e reabra o pronto-socorro. |              |                                       |                 |                  |                         |                     |
| 190 | 18           | "Idle Hands"                          | David Greenspan | Gabriel Llanas   | 21 de março de 2013     | 9.39                |
| O pront-socorro reabre após extensa remodelação e inclui nova tecnologia de ponta. Meredith se preocupa que algo possa estar errado com o bebê. Cristina fica frustrada quando seus novos deveres administrativos reduzem seu tempo de pesquisa médica. Callie e Arizona trabalham para melhorar sua vida sexual. Bailey está pressionando para que o hospital patrocine seu projeto de sequenciamento do genoma. Meredith começa a "catastrofizar" sobre possíveis defeitos congênitos antes que ela e Derek descubram o sexo do bebê. |              |                                       |                 |                  |                         |                     |
| 191 | 19           | "Can't Fight This Feeling"            | Mark Jackson    | Meg Marinis      | 28 de março de 2013     | 9.02                |
| O hospital é invadido por pacientes após uma explosão de um petroleiro. Owen se compromete com um garoto cujos pais foram feridos no acidente. Meredith se interessa pelo caso de um menino cuja mãe acredita estar mais doente do que os testes indicam. Callie se prepara para o discurso da conferência TED com a ajuda de Arizona. Meredith pede à Bailey para mapear o histórico genético de Zola e seu genoma para checar os marcadores genéticos de Alzheimer. |              |                                       |                 |                  |                         |                     |
| 192 | 20           | "She's Killing Me"                    | Nicole Rubio    | Debora Cahn      | 4 de abril de 2013      | 8.58                |
| Meredith e Derek atualizam seus testamentos e diretivas de saúde quando Meredith testa positivo para vários marcadores genéticos do Alzheimer. Os médicos treinam dois médicos sírios na realização de cirurgias que salvam vidas no campo sem muito equipamento moderno, anestesia ou eletricidade. Derek reconhece que Heather tem potencial para neurocirurgia e se concentra em ensiná-la, para o desgosto de Shane. Owen continua a passar tempo com o garoto cujos pais ainda estão em estado crítico após o acidente com o petroleiro. Bailey se vê em maus lençóis quando vários de seus pacientes são diagnosticados com infecção por estafilococos. |              |                                       |                 |                  |                         |                     |
| 193 | 21           | "Sleeping Monster"                    | Bobby Roth      | Bronwyn Garrity  | 25 de abril de 2013     | 8.24                |
| O CCD chega ao hospital para investigar as infecções pós-operatórias nos pacientes de Bailey. As tensões aumentam quando Jackson não está do lado do resto do conselho no apoio à Bailey. Meredith quer Cristina presente durante o parto. Matthew pede a April para lhe dar uma segunda chance, ela aceita. Alex admite para Cristina que ele ama Jo. A investigação do CCD conclui que a causa da infecção está nas luvas cirúrgicas usadas durante as cirurgias de Bailey, onde a culpa não foi dela. |              |                                       |                 |                  |                         |                     |
| 194 | 22           | "Do You Believe in Magic?"            | Kevin McKidd    | Dan Bucatinsky   | 2 de maio de 2013       | 8.87                |
| Apesar de ser liberada pelo CCD, Bailey se tranca no laboratório, sentindo-se traída por seus colegas. Meredith e Richard operam um assistente de mágico literalmente serrado ao meio durante um truque de mágica que deu errado. April e Jackson reacendem sua amizade. Owen continua a cuidar de Ethan, cujo pai ainda está em coma. Dra. Lauren Boswell, cirurgiã craniofacial, trabalha com Arizona e Jackson em um caso complexo de um bebê cujo cérebro está do lado de fora de seu crânio. Alex tenta evitar Jo, mas ela pede ajuda a ele quando seu namorado a agride fisicamente. |              |                                       |                 |                  |                         |                     |
| 195 | 23           | "Readiness is All"                    | Tony Phelan     | William Harper   | 9 de maio de 2013       | 8.97                |
| Uma grande tempestade está se dirigindo para Seattle e o hospital está se preparando para um fluxo de pacientes. Alex traz o namorado de Jo para o hospital depois de encontrá-lo espancado por ela. Matthew pede April em casamento e ela aceita. O pai de Ethan acorda após nove dias em coma, destruindo os sonhos de Owen de adotar Ethan. Meredith cai de uma escada, mas o bebê está bem. Bailey ainda hesita em ter contato com os pacientes. Após a cirurgia, Arizona e a Dra. Boswell têm um encontro com intimidades físicas em uma sala de plantão. Quando a tempestade chega e a energia é cortada, Meredith entra em trabalho de parto. |              |                                       |                 |                  |                         |                     |
| 196 | 24           | "Perfect Storm"                       | Rob Corn        | Stacy McKee      | 16 de maio de 2013      | 8.99                |
| O hospital continua a funcionar apesar da falta de energia. Meredith requer uma cesariana, que é realizada no escuro; o bebê nasce saudável, mas sua queda precoce causa sangramento abdominal grave. Alex, Jo e Arizona precisam lidar com o caos quando as máquinas de oxigênio da UTI neonatal param de funcionar. Cristina trabalha com o paciente de Richard ouvindo seu coração no escuro. A equipe do pronto-socorro corre para ajudar os passageiros de um ônibus em chamas. April questiona seu noivado com Matthew quando ela acredita que Jackson morreu na explosão do ônibus. Alex diz a Jo que a ama, que retribui e começam um relacionamento. Callie descobre sobre o encontro de Arizona com a Dra. Boswell. Cristina termina com Owen. Bailey retorna à sala de cirurgia quando ela precisa realizar uma cirurgia de emergência em Meredith. Ao tentar consertar os geradores de emergência e restaurar as luzes, Richard é eletrocutado devido à água no porão. |              |                                       |                 |                  |                         |                     |

## Produção

### Desenvolvimento
Grey's Anatomy foi renovada pela ABC em 10 de maio de 2012. Em junho de 2012, a ABC definiu a data de estreia da temporada para 27 de setembro de 2012, e permaneceria às quintas-feiras às 21:00 que teve desde a terceira temporada. Em outubro de 2012, foi reportado que nesta temporada o teria o mesmo número episódio que a oitava temporada, ou seja, teria um total de 24 episódios. Shonda Rhimes revelou que o final da nona temporada não giraria em torno de um episódio de "desastre".

### Casting
Em maio de 2012, foi anunciado que seis membros do elenco original, Ellen Pompeo, Patrick Dempsey, Sandra Oh, Chandra Wilson, Justin Chambers e James Pickens Jr. haviam renovado seus contratos por mais duas temporadas, como Meredith Grey, Derek Shepherd, Cristina Yang, Miranda Bailey, Alex Karev e Richard Webber, respectivamente. Em julho de 2012, foi anunciado que o membro do elenco Eric Dane não voltaria à série como regular, e partiria depois de dois episódios para dar ao seu personagem um final adequado. Além disso, Chyler Leigh pediu para ser liberada de seu contrato para passar mais tempo com sua família e sua personagem foi morta no final da oitava temporada, enquanto Kim Raver também deixou o programa após os eventos do final da oitava temporada, tendo recusado a oferta de extensão do contrato. Outros integrantes da série, Sara Ramírez, Kevin McKidd, Jessica Capshaw, Sarah Drew e Jesse Williams voltaram à série como regulares, apesar de Capshaw não ter um papel importante nos primeiros episódios por causa de sua licença maternidade.

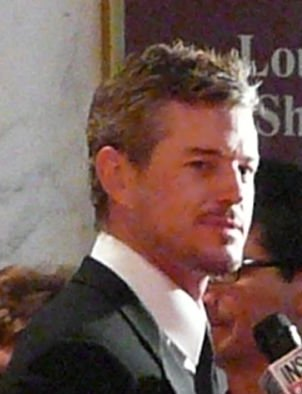
Eric Dane fez sua aparição final como Mark Sloan no segundo episódio, quando ele sucumbiu aos ferimentos do acidente.

Em agosto de 2012, foi anunciado que Camilla Luddington, Gaius Charles e Tina Majorino tinham sido escaladas como Jo Wilson, Shane Ross e Heather Brooks, respectivamente; esses personagens seriam novos internos do Seattle Grace-Mercy West. A TV Guide mais tarde reportou que, mesmo com todo o elenco recorrente sendo adicionado a Grey's Anatomy para a nova temporada, a atriz de True Blood, Camilla Luddington, é a única com a opção de se tornar uma regular. Em setembro de 2012, foi anunciado que Jerrika Hinton e Tessa Ferrer haviam sido escaladas como novas internas, Stephanie Edwards e Leah Murphy, respectivamente. Em agosto de 2012, foi anunciado que Debbie Allen iria reprisar seu papel como Catherine Avery em algum momento da série, e ela dirigiria o terceiro episódio. Em setembro de 2012, foi anunciado que Steven Culp seria escalado como um novo médico em um novo hospital e seria conhecido como Dr. Parker.
Em setembro de 2012, foi anunciado que William Daniels, ator de Boy Meets World, e Jason George reprisaram seus papéis como Dr. Craig Thomas e Ben Warren, respectivamente. Em setembro de 2012, a TVLine informou que Andrew Leeds, de Bones, havia sido escalado para um papel potencialmente recorrente na nona temporada. Em dezembro de 2012, a Wetpaint informou que Constance Zimmer foi escalada para um papel recorrente como a Dra. Cahill e apareceria em pelo menos quatro episódios. Em novembro de 2012, foi anunciado que Neve Campbell, conhecida por seu papel em Scream, seria escalada como uma das irmãs de Derek. Não foi até o final de novembro que seu papel foi revelado como Liz Shepherd, uma terapeuta. Em novembro de 2012, foi anunciado que em 2013 alguém morreria em Grey's Anatomy. A TV Guide em seguida, relatou que Loretta Devine, que é conhecida como Adele Webber, estaria reprisando seu papel por dois episódios, e que ela seria a única a morrer. Em novembro de 2012, a TVLine informou que a atriz de Nip/Tuck, Roma Maffia, foi escalada em um papel recorrente como membro do conselho do hospital. Em dezembro de 2012, a TVLine e a Wetpaint informaram que Justin Bruening, o ator de Ringer e Switched at Birth, foi escalado como um paramédico conhecido como Matt.
Em janeiro de 2013, foi anunciado que Gaius Charles, Tina Majorino, Jerrika Hinton e Tessa Ferrer receberam a opção de se tornarem regulares da série se Grey's Anatomy fosse renovada. Sarah Chalke é convidada a participar de um episódio na primavera, como relatou a TVLine em janeiro de 2013. Foi anunciado pela E! Online em 29 de março, a atriz de One Tree Hill, Hilarie Burton seria escalada em um papel recorrente como uma especialista em uma investigação em curso no hospital. Sua personagem chegaria no episódio 22 da temporada. No entanto, isso depois acabou por ser falso quando Hilarie Burton acabou por interpretar uma médica especialista chamada Lauren Boswell.

## Recepção

### Resposta da crítica

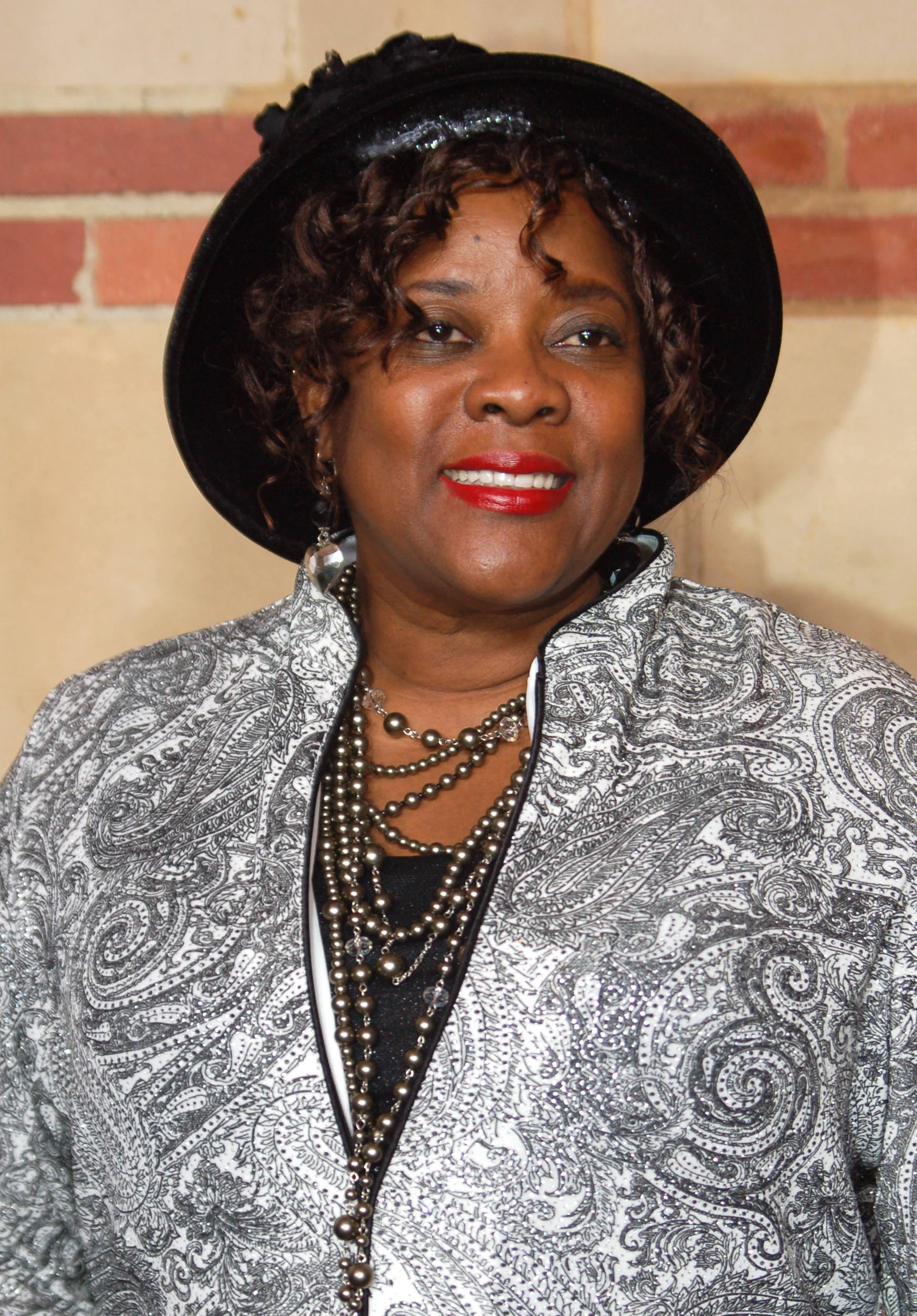
Loretta Devine fez sua aparição final como Adele no primeiro episódio de 2013 e recebeu avaliações positivas.

A temporada recebeu avaliações positivas com críticos elogiando numerosos aspectos do drama médico de longa duração, incluindo os laços dos personagens entre si e sua conexão com o público. Robert Bianco, do USA Today, observou que, após nove temporadas, "ainda há vida em Grey's". What Culture avaliou positivamente a temporada, "Grey's Anatomy se tornou um bom exemplo de como um programa de TV pode amadurecer além de seu propósito inicial". O Toronto Star o chamou de "um sólido retorno à forma". O TV Fanatic deu uma revisão bastante positiva para a temporada, "Grey's Anatomy sempre sabe como trazer o drama e eles não falharam na nona temporada."
Melissa Maerz, da Entertainment Weekly, também deu uma resposta favorável afirmando: "Ainda há uma boa razão para continuar assistindo: onde mais você pode encontrar amizades tão profundas entre as colegas de trabalho?". Margaret Lyons da New York Magazine escreveu que a primeira parte da temporada "tem sido principalmente um infortúnia, graças em parte a um grupo inteiro de pessoas que morrem no início da temporada e também a chocante falta de romances interessantes."
O Examiner.com revendo o final da temporada escreveu: "A série fez mais um final de temporada épico e emocional que empurra nossos personagens em novas direções desafiadoras". O site adicionou, "'Perfect Storm' recebe 5 de 5 estrelas. Esta tempestade trouxe todos os tipos de conflitos emocionais e morte que realmente testa os médicos experientes e os empurra para o seu elemento. Eles se unem, guiando um ao outro através do escuro e a poeira cai desse caos, há vítimas de todos os tipos. A tragédia que nos deixa pendurados até o próximo outono é um inferno de uma viagem emocionante até a borda com choques."

### Audiência
A nona temporada de Grey's Anatomy estreou com 11.73 milhões de telespectadores com uma classificação/share de 4.4/12 entre o grupo demográfico de 18 a 49 anos. A audiência do episódio foi um aumento de 11% em relação à estreia da temporada anterior, que foi vista por um total de 10.38 milhões de pessoas. A classificação aumentou 7% em relação à estreia da temporada anterior, que recebeu uma classificação/share Nielsen de 4,1/10 no público-alvo de 18 a 49 anos. A pontuação da Nielsen também registrou o programa como o drama com maior audiência da semana. Em dezembro de 2012, "Going, Going, Gone" foi o episódio mais assistido da temporada. "Run, Baby, Run" é o episódio menos visto da temporada, com 8.17 milhões de espectadores e uma classificação/share de 2-9/8. Na época, o final da temporada foi o final da temporada mais assistida da série, com 8.99 milhões de espectadores.

#### Ao vivo
| № na série | № na temporada | Episódio                              | Exibição                | Horário              | Rating/Share (18–49) | Audiência (em milhões) | Classificação 18–49 | Classificação de audiência | Classificação de drama |
| ---------- | -------------- | ------------------------------------- | ----------------------- | -------------------- | -------------------- | ---------------------- | ------------------- | -------------------------- | ---------------------- |
| 173        | 1              | "Going, Going, Gone"                  | 27 de setembro de 2012  | Quintas-feiras 21:00 | 4.4/12               | 11.73                  | 6                   | 16                         | 1                      |
| 174        | 2              | "Remember the Time"                   | 4 de outubro de 2012    | Quintas-feiras 21:00 | 3.8/10               | 10.84                  | 6                   | 14                         | 1                      |
| 175        | 3              | "Love the One You're With"            | 18 de outubro de 2012   | Quintas-feiras 21:00 | 3.4/9                | 9.69                   | 11                  | 21                         | 1                      |
| 176        | 4              | "I Saw Her Standing There"            | 25 de outubro de 2012   | Quintas-feiras 21:00 | 3.0/8                | 8.76                   | 16                  | —                          | 4                      |
| 177        | 5              | "Beautiful Doom"                      | 8 de novembro de 2012   | Quintas-feiras 21:00 | 3.3/8                | 9.26                   | 9                   | 20                         | 1                      |
| 178        | 6              | "Second Opinion"                      | 15 de novembro de 2012  | Quintas-feiras 21:00 | 3.2/8                | 8.84                   | 10                  | —                          | 1                      |
| 179        | 7              | "I Was Made for Lovin' You"           | 29 de novembro de 2012  | Quintas-feiras 21:00 | 3.1/8                | 8.95                   | 15                  | —                          | 3                      |
| 180        | 8              | "Love Turns You Upside Down"          | 6 de dezembro de 2012   | Quintas-feiras 21:00 | 3.0/8                | 9.10                   | 13                  | 22                         | 1                      |
| 181        | 9              | "Run, Baby, Run"                      | 13 de dezembro de 2012  | Quintas-feiras 21:00 | 2.9/8                | 8.17                   | 16                  | 23                         | 3                      |
| 182        | 10             | "Things We Said Today"                | 10 de janeiro de 2013   | Quintas-feiras 21:00 | 3.2/8                | 9.34                   | 9                   | 18                         | 3                      |
| 183        | 11             | "The End is the Beginning is the End" | 17 de janeiro de 2013   | Quintas-feiras 21:00 | 3.0/8                | 8.80                   | 13                  | 24                         | 3                      |
| 184        | 12             | "Walking on a Dream"                  | 24 de janeiro de 2013   | Quintas-feiras 21:00 | 3.0/8                | 9.01                   | 12                  | 21                         | 2                      |
| 185        | 13             | "Bad Blood"                           | 31 de janeiro de 2013   | Quintas-feiras 21:00 | 2.8/7                | 8.93                   | 12                  | 19                         | 5                      |
| 186        | 14             | "The Face of Change"                  | 7 de fevereiro de 2013  | Quintas-feiras 21:00 | 3.1/8                | 8.91                   | 14                  | 24                         | 4                      |
| 187        | 15             | "Hard Bargain"                        | 14 de fevereiro de 2013 | Quintas-feiras 21:00 | 2.8/7                | 8.57                   | 11                  | 21                         | 2                      |
| 188        | 16             | "This Is Why We Fight"                | 21 de fevereiro de 2013 | Quintas-feiras 21:00 | 3.1/8                | 8.75                   | 13                  | —                          | 2                      |
| 189        | 17             | "Transplant Wasteland"                | 14 de março de 2013     | Quintas-feiras 21:00 | 2.6/7                | 8.20                   | 10                  | 18                         | 2                      |
| 190        | 18             | "Idle Hands"                          | 21 de março de 2013     | Quintas-feiras 21:00 | 3.0/8                | 9.39                   | 5                   | 13                         | 3                      |
| 191        | 19             | "Can't Fight This Feeling"            | 28 de março de 2013     | Quintas-feiras 21:00 | 2.9/8                | 9.02                   | 8                   | 16                         | 2                      |
| 192        | 20             | "She's Killing Me"                    | 4 de abril de 2013      | Quintas-feiras 21:00 | 2.8/8                | 8.58                   | 13                  | 23                         | 2                      |
| 193        | 21             | "Sleeping Monster"                    | 25 de abril de 2013     | Quintas-feiras 21:00 | 2.7/7                | 8.24                   | 10                  | 22                         | 3                      |
| 194        | 22             | "Do You Believe in Magic?"            | 2 de maio de 2013       | Quintas-feiras 21:00 | 3.0/9                | 8.87                   | 7                   | 22                         | 2                      |
| 195        | 23             | "Readiness is All"                    | 9 de maio de 2013       | Quintas-feiras 21:00 | 3.1/9                | 8.97                   | 8                   | 21                         | 3                      |
| 196        | 24             | "Perfect Storm"                       | 16 de maio de 2013      | Quintas-feiras 21:00 | 3.1/8                | 8.99                   | 11                  | 18                         | 3                      |

#### Audiência em DVR
| № na série | № na temporada | Episódio                              | Exibição                | Horário              | Aumento de classificação 18–49 | Aumento da audiência (em milhões) | Total 18-49 | Audiência total (em milhões) | Ref     |
| ---------- | -------------- | ------------------------------------- | ----------------------- | -------------------- | ------------------------------ | --------------------------------- | ----------- | ---------------------------- | ------- |
| 173        | 1              | "Going, Going, Gone"                  | 27 de setembro de 2012  | Quintas-feiras 21:00 | 1.5                            | 3.28                              | 5.9         | 15.01                        | [ 88 ]  |
| 174        | 2              | "Remember the Time"                   | 4 de outubro de 2012    | Quintas-feiras 21:00 | 1.7                            | 3.49                              | 5.5         | 14.33                        | [ 89 ]  |
| 175        | 3              | "Love the One You're With"            | 18 de outubro de 2012   | Quintas-feiras 21:00 | 1.8                            | 3.70                              | 5.2         | 13.40                        | [ 90 ]  |
| 176        | 4              | "I Saw Her Standing There"            | 25 de outubro de 2012   | Quintas-feiras 21:00 | 1.9                            | 3.96                              | 4.9         | 12.72                        | [ 91 ]  |
| 177        | 5              | "Beautiful Doom"                      | 8 de novembro de 2012   | Quintas-feiras 21:00 | 1.9                            | 3.94                              | 5.2         | 13.20                        | [ 92 ]  |
| 178        | 6              | "Second Opinion"                      | 15 de novembro de 2012  | Quintas-feiras 21:00 | 1.6                            | 3.27                              | 4.8         | 12.10                        | [ 93 ]  |
| 179        | 7              | "I Was Made for Lovin' You"           | 29 de novembro de 2012  | Quintas-feiras 21:00 | 1.6                            | 3.42                              | 4.7         | 12.37                        | [ 94 ]  |
| 180        | 8              | "Love Turns You Upside Down"          | 6 de dezembro de 2012   | Quintas-feiras 21:00 | 1.8                            | 3.75                              | 4.8         | 12.86                        | [ 95 ]  |
| 181        | 9              | "Run, Baby, Run"                      | 13 de dezembro de 2012  | Quintas-feiras 21:00 | 1.6                            | 3.49                              | 4.5         | 11.70                        | [ 96 ]  |
| 182        | 10             | "Things We Said Today"                | 10 de janeiro de 2013   | Quintas-feiras 21:00 | 1.6                            | 3.46                              | 4.8         | 12.79                        | [ 97 ]  |
| 183        | 11             | "The End is the Beginning is the End" | 17 de janeiro de 2013   | Quintas-feiras 21:00 | 1.6                            | 3.24                              | 4.6         | 12.04                        | [ 98 ]  |
| 184        | 12             | "Walking on a Dream"                  | 24 de janeiro de 2013   | Quintas-feiras 21:00 | 1.8                            | 3.65                              | 4.8         | 12.66                        | [ 99 ]  |
| 185        | 13             | "Bad Blood"                           | 31 de janeiro de 2013   | Quintas-feiras 21:00 | 1.7                            | 3.47                              | 4.5         | 12.40                        | [ 100 ] |
| 186        | 14             | "The Face of Change"                  | 7 de fevereiro de 2013  | Quintas-feiras 21:00 | 1.6                            | 3.41                              | 4.7         | 12.32                        | [ 101 ] |
| 187        | 15             | "Hard Bargain"                        | 14 de fevereiro de 2013 | Quintas-feiras 21:00 | 1.7                            | 3.73                              | 4.5         | 12.32                        | [ 102 ] |
| 188        | 16             | "This Is Why We Fight"                | 21 de fevereiro de 2013 | Quintas-feiras 21:00 | 1.5                            | 3.20                              | 4.6         | 11.95                        | [ 103 ] |
| 189        | 17             | "Transplant Wasteland"                | 14 de março de 2013     | Quintas-feiras 21:00 | 1.7                            | 3.64                              | 4.3         | 11.67                        | [ 104 ] |
| 190        | 18             | "Idle Hands"                          | 21 de março de 2013     | Quintas-feiras 21:00 | 1.5                            | 3.12                              | 4.5         | 12.50                        | [ 105 ] |
| 191        | 19             | "Can't Fight This Feeling"            | 28 de março de 2013     | Quintas-feiras 21:00 | 1.5                            | 3.57                              | 4.4         | 12.59                        | [ 106 ] |
| 192        | 20             | "She's Killing Me"                    | 4 de abril de 2013      | Quintas-feiras 21:00 | 1.5                            | 3.27                              | 4.4         | 11.87                        | [ 107 ] |
| 193        | 21             | "Sleeping Monster"                    | 25 de abril de 2013     | Quintas-feiras 21:00 | 1.3                            | 2.92                              | 4.0         | 11.17                        | [ 108 ] |
| 194        | 22             | "Do You Believe in Magic?"            | 2 de maio de 2013       | Quintas-feiras 21:00 | 1.5                            | 3.16                              | 4.5         | 12.02                        | [ 109 ] |
| 195        | 23             | "Readiness is All"                    | 9 de maio de 2013       | Quintas-feiras 21:00 | 1.5                            | 3.26                              | 4.6         | 12.23                        | [ 110 ] |
| 196        | 24             | "Perfect Storm"                       | 16 de maio de 2013      | Quintas-feiras 21:00 | 1.4                            | 3.05                              | 4.5         | 12.04                        | [ 111 ] |

## Lançamento em DVD
| Grey's Anatomy: The Complete Ninth Season – Everything Changes |                         |                         | | | | | | |
| Capa do DVD                                                    | Capa do DVD             | Capa do DVD             | Detalhes do conjunto                                                                                  | Detalhes do conjunto                                                                                  | Detalhes do conjunto                                                                                  | Características especiais | Características especiais | Características especiais |
| Capa do DVD da Região 1                                        | Capa do DVD da Região 1 | Capa do DVD da Região 1 | - 24 episódios (1 prolongado) - 6 discos - Inglês (Dolby Digital 5.1 Surround) - Comentários em áudio | - 24 episódios (1 prolongado) - 6 discos - Inglês (Dolby Digital 5.1 Surround) - Comentários em áudio | - 24 episódios (1 prolongado) - 6 discos - Inglês (Dolby Digital 5.1 Surround) - Comentários em áudio | - Episódio Final Estendido - Membro nos Holofotes: Jim Pickens, Jr. - Personagem nos Holofotes: Arizona Robbins - Cenas Deletadas - Ponto a Ponto: Cenas Cortadas da Nona Temporada | - Episódio Final Estendido - Membro nos Holofotes: Jim Pickens, Jr. - Personagem nos Holofotes: Arizona Robbins - Cenas Deletadas - Ponto a Ponto: Cenas Cortadas da Nona Temporada | - Episódio Final Estendido - Membro nos Holofotes: Jim Pickens, Jr. - Personagem nos Holofotes: Arizona Robbins - Cenas Deletadas - Ponto a Ponto: Cenas Cortadas da Nona Temporada |
| Datas de lançamento                                            |                         |                         | | | | | | |
| Região 1                                                       | Região 1                | Região 1                | Região 2                                                                                              | Região 2                                                                                              | Região 2                                                                                              | Região 4 | Região 4 | Região 4 |
| 27 de agosto de 2013                                           | 27 de agosto de 2013    | 27 de agosto de 2013    | 4 de novembro de 2013                                                                                 | 4 de novembro de 2013                                                                                 | 4 de novembro de 2013                                                                                 | 2 de outubro de 2013 | 2 de outubro de 2013 | 2 de outubro de 2013 |